# Нин-Кульмель, Хоакин Мария
Хоакин Мария Нин-Кульмель (исп. Joaquín Maria Nin-Culmell; 5 сентября 1908, Берлин — 14 января 2004, Беркли) — американский композитор, пианист и музыкальный педагог кубинского происхождения. Сын композитора Хоакина Нина-и-Кастельяноса и певицы Росы Кульмель (исп. Rosa Culmell, 1871—1954), младший брат писательницы Анаис Нин.
После развода родителей мать в 1914 году увезла Хоакина и других детей в Нью-Йорк. В 1924 году Нин-Кульмель вернулся в Европу и поступил в парижскую Schola Cantorum, а по её окончании в 1930 году — в Парижскую консерваторию, где учился композиции у Поля Дюка (одноклассниками Нина были, в частности, Жан Ален и Оливье Мессиан) и фортепиано у Рикардо Виньеса и Альфреда Корто. Во время летних каникул он также ездил в Гранаду, где занимался у Мануэля де Фальи. В 1936 году в знак благодарности своим учителям, Нин исполнил в Париже премьеру сочинения де Фальи «Гробница Поля Дюка».
В 1939 году Нин-Кульмель вернулся в США, где провёл всю дальнейшую жизнь (исключая гастрольные поездки и период 1943—1944 годах, когда он служил в кубинской армии). В 1951 году он оформил американское гражданство.
В США Нин-Кульмель преподавал в нескольких колледжах, в 1948 году начал преподавать в Университете Беркли, в 1950 году стал его профессором, а в 1974 году почётным профессором. Он дирижировал студенческим оркестром университета, появлялся в качестве приглашённого дирижёра с Сан-Францисским симфоническим оркестром, продолжал выступать и как пианист. Однако основной деятельностью Нина-Кульмеля во второй половине его жизни была композиторская. Значительная часть творчества Нина-Кульмеля вдохновлена кубинской и испанской музыкальной и культурной традицией: об этом говорят такие его вокальные сочинения, как «Кубинские народные песни для смешанного хора», «Каталонские народные песни для сопрано и фортепиано», а также балет «Обольститель из Севильи» (исп. El Burlador de Sevilla; 1957—1965); не забывал Нин-Кульмель и о своих глубоких связях с Францией: им написан, в частности, балет «Сон Сирано» (фр. Le Rêve de Cyrano, поставлен в 1978 г.). Многие поздние произведения Нина-Кульмеля связаны с религиозной тематикой, в том числе «Missa Dedicatoria» (1971, написана для освящения Сан-Францисского кафедрального собора Успения Девы Марии), «Симфония таинств» для органа и хора (исп. Sinfonia de los Misterios; 1993—1994) и др. На протяжении 20 лет (1965—1985) Нин-Кульмель работал над своей единственной оперой «Селестина», или «Сводня» (исп. La Celestina, по одноимённому роману Фернандо де Рохаса).
Хоакин Нин-Кульмель написал предисловие к четырёхтомнику «Ранних дневников» своей сестры Анаис Нин.